# جو کلارک (سیاست‌مدار)
جو کلارک (انگلیسی: Joe Clark؛ زاده ۵ ژوئن ۱۹۳۹) یک سیاست‌مدار اهل کانادا است.